# The Kings' Crusade
The Kings´ Crusade (anteriormente Lionheart: Kings' Crusade) é um videogame de estratégia em tempo real com elementos de RPG. Foi desenvolvido pela NeocoreGames e publicado em outubro de 2010 pela Paradox Interactive. Na Rússia, o jogo foi publicado pela 1C Company e Snowball Studios chamado Kings 'Crusade. Lionheart.

## Jogabilidade
O jogador tem a opção de jogar o cenário da campanha ou o jogo multijogador.

### Campanha

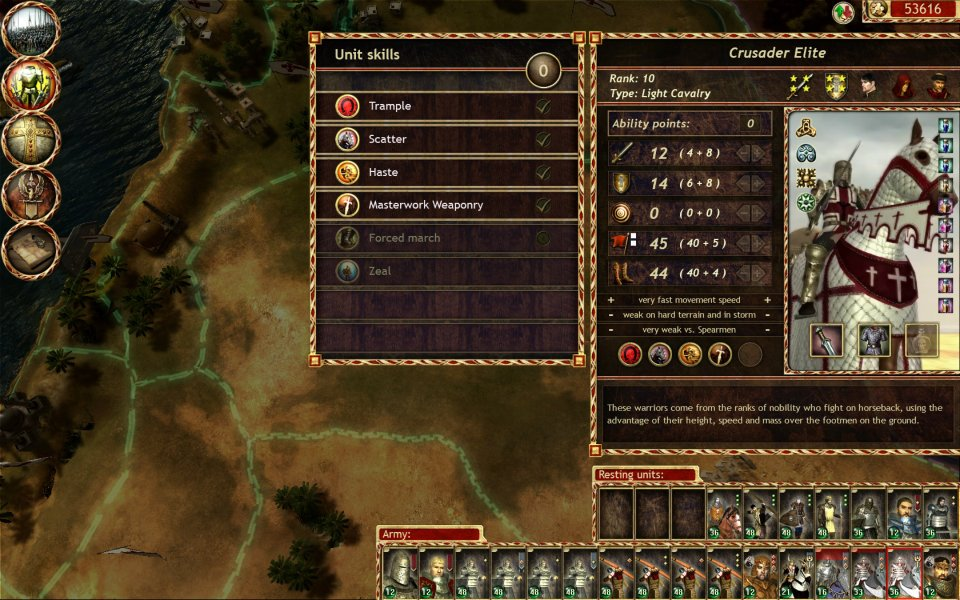

O objetivo do jogador na campanha é conquistar o Oriente Médio e fundi-lo sob seu reinado. Ao vencer as batalhas e tomar certas decisões políticas, o jogador deve levar Ricardo Coração de Leão e seu exército à vitória sobre seus inimigos.
Nesta campanha o jogador fará negócios com representantes de vários blocos. Esses partidos costumam ter interesses opostos, seus objetivos diferem nas campanhas. Antes da batalha, o jogador deverá escolher um aliado. A interação com uma unidade específica aumenta a reputação do jogador entre seus membros, com o aumento do nível de fama, novas oportunidades surgem.
Cruzados dos blocos políticos:
- França - constantemente em conflito com a Inglaterra, mas à beira da guerra com os infiéis, o rei francês está pronto para enviar Lionheart sua cavalaria pesada.
- Cavaleiros Templários - ordem de cavalaria, com exércitos bem organizados e riqueza. Eles oferecem melhorias econômicas úteis, e são enviados ao leste para lutar.
- Papado - se o jogador conseguir o apoio do Papa, ele poderá gastar menos no recrutamento de soldados, seu moral aumentará e o legado papal poderá passar por seu início na batalha.
- Sacro Império Romano - eles usam os destacamentos de infantaria mais fortes da campanha, e após a retirada de suas tropas para ajudar o Coração de Leão tornaram-se melhorias úteis para a infantaria.

A segunda campanha conta a história do Sultão Saladino e começa após a cruzada de Ricardo. Escolhendo o lado de suas tropas, o jogador tentará reconquistar a Terra Santa sob a proteção dos muçulmanos. Existem algumas diferenças em relação à campanha pelos cristãos.
- Os sarracenos possuem um rico patrimônio cultural e a busca por novos conhecimentos. Eles estão unidos e não são dilacerados por discussões entre facções como os Cruzados. O desenvolvimento da ciência é apresentado como uma tecnologia de árvore. Melhorias para as tropas vendidas para ducados e o jogador obtém mais pontos de melhoria conforme executa as tarefas com sucesso. A tecnologia de árvore tem três ramos: a capacidade de fornecer acesso aos feitos de heróis lendários, as tropas - para os novos tipos de tropas, e o ramo principal contém melhorias de natureza geral.
- O poder da crença - ao contrário das habilidades, que não são gratuitas e exigem pontos de gasto, a fé não. Durante o controle de fase, os pontos de fé estão se tornando propriedade reabastecida.

### Multiplayer

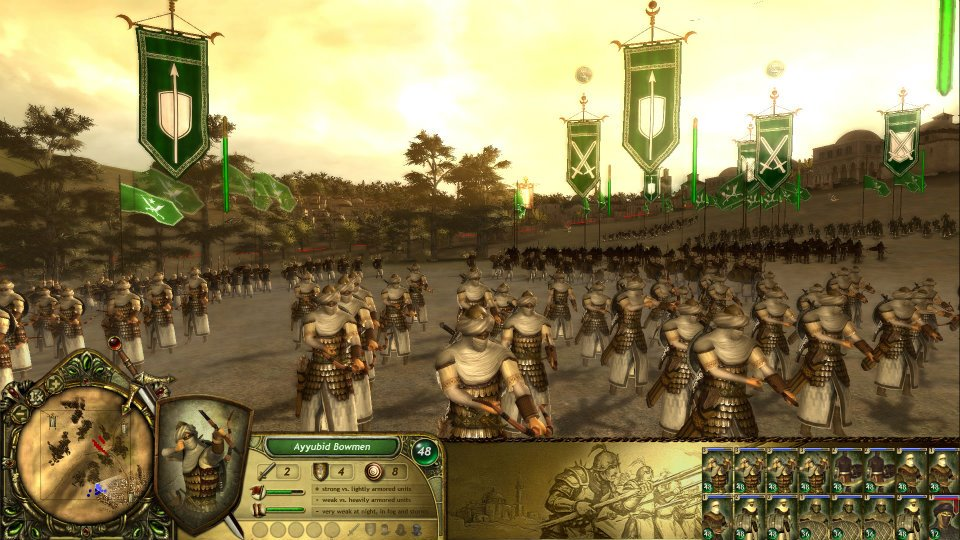

Selecionando este item do menu, você pode lutar com outros jogadores através da Internet.
Existem dois modos em um jogo multijogador:
- Dominação - prevê a igualdade do inimigo e construção simétrica. Antes de o jogo começar, você pode ajustar a quantidade de recursos básicos e escolher o campo de batalha correto.

Dominância: como já mencionado, neste regime as forças inimigas são iguais. Você pode obter vantagem por meio das equipes de seleção e aplicação adequadas. É muito importante estar ciente do terreno no campo de batalha e levar em consideração certas condições climáticas. Em outras palavras, use a experiência de um jogador. Seu objetivo - capturar e reter a maioria dos pontos de vitória.
- Proteção e ataque - simula o ataque e distribui as forças uniformemente. Neste caso, um jogador se torna o protetor, enquanto o outro se torna o atacante, você pode especificar uma duração máxima da batalha. Objetivos: os jogadores são diferentes, o atacante deve derrotar o inimigo e ficar dentro de um determinado tempo, e o defensor - segurar e não se entregar nas mãos do inimigo. Primeiro, antes da batalha, você pode conseguir mais ouro, mas o defensor pode gastar os pontos de construção para fortalecer sua posição: para derrubar árvores, construir um muro baixo, armadilhas de óleo ou Trebuchet.

Em ambos os modos do jogo, você pode gastar ouro com as tropas e heróis, como contratar as tropas e fornecer itens úteis.
Além dos modos de jogo, há cenários - algumas batalhas nas quais os jogadores precisam enfrentar os exércitos sob o controle da inteligência artificial.

### Batalhas

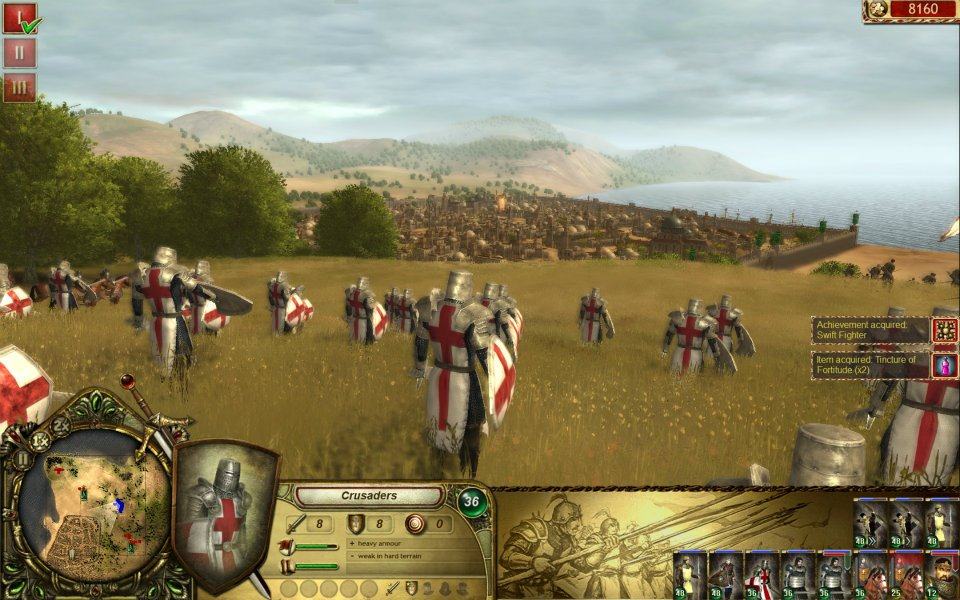

Durante as batalhas em tempo real, é importante influenciar a habilidade dos personagens.
O campo de batalha também influencia o resultado da batalha. Todas as unidades de combate têm acesso a uma variedade de formações, que mudam sua eficácia contra certos tipos de tropas inimigas. A paisagem também influencia na eficácia de certos guerreiros: as ações nas áreas florestais impedem a cavalaria, ao contrário do espaço aberto.
O moral também desempenha um grande papel, sendo exibido durante a batalha no topo da tela e mostrando o moral dos lados opostos.
Durante as campanhas e batalhas, o jogador pode descobrir troféus de batalha - itens especiais para ajudar as tropas. O poder e o número de relíquias de personagens disponíveis depende do número de pontos de fé.

### Elementos de RPG
Quando as equipes passam de um novo nível, um jogador pode elevar algumas das características de suas unidades, como: ataque, defesa ou reduzir custos de manutenção. Quando os heróis alcançam um novo nível, eles podem obter acesso a novas habilidades.
No jogo, existem 4 tipos de forças:
- Infantaria Leve
- Infantaria Pesada
- Arqueiros
- Cavalaria

## Recepção
A GameSpot deu ao game 7.5, dizendo que o game tem precisão histórica em relação às cruzadas, mas também mencionando o multiplayer sem imaginação.